# Helionidia indigoferae
Helionidia indigoferae är en insektsart som beskrevs av Einyu och M. Firoz Ahmed 1983. Helionidia indigoferae ingår i släktet Helionidia och familjen dvärgstritar.
Artens utbredningsområde är Uganda. Inga underarter finns listade i Catalogue of Life.